# Сурсько-Литовська сільська рада
| Сурсько-Литовська сільська рада — орган місцевого самоврядування у Дніпровському районі Дніпропетровської області з адміністративним центром у c. Сурсько-Литовське. Знаходиться на правобережжі Дніпра на півдні Дніпровського району на березі Мокрої Сури. Сільській раді підпорядковані населені пункти: - c. Сурсько-Литовське |

## Склад ради
Рада складається з 20 депутатів та голови.

## Керівний склад сільської ради
| ПІБ                         | Основні відомості                                                                                     | Дата обрання | Дата звільнення |
| --------------------------- | --- | ------------ | --------------- |
| Терентьєва Ольга Вікторівна | Сільський голова, 1958 року народження, освіта, член Соціал-демократичної партії України (об'єднаної) | 26.03.2006   | 31.10.2010      |
| Андрєєв Григорій Дмитрович  | Сільський голова, 1957 року народження, освіта середня спеціальна, член Партії регіонів               | 31.10.2010   |                 |

Примітка: таблиця складена за даними джерела